# Rebecca Lilith Bathoryová

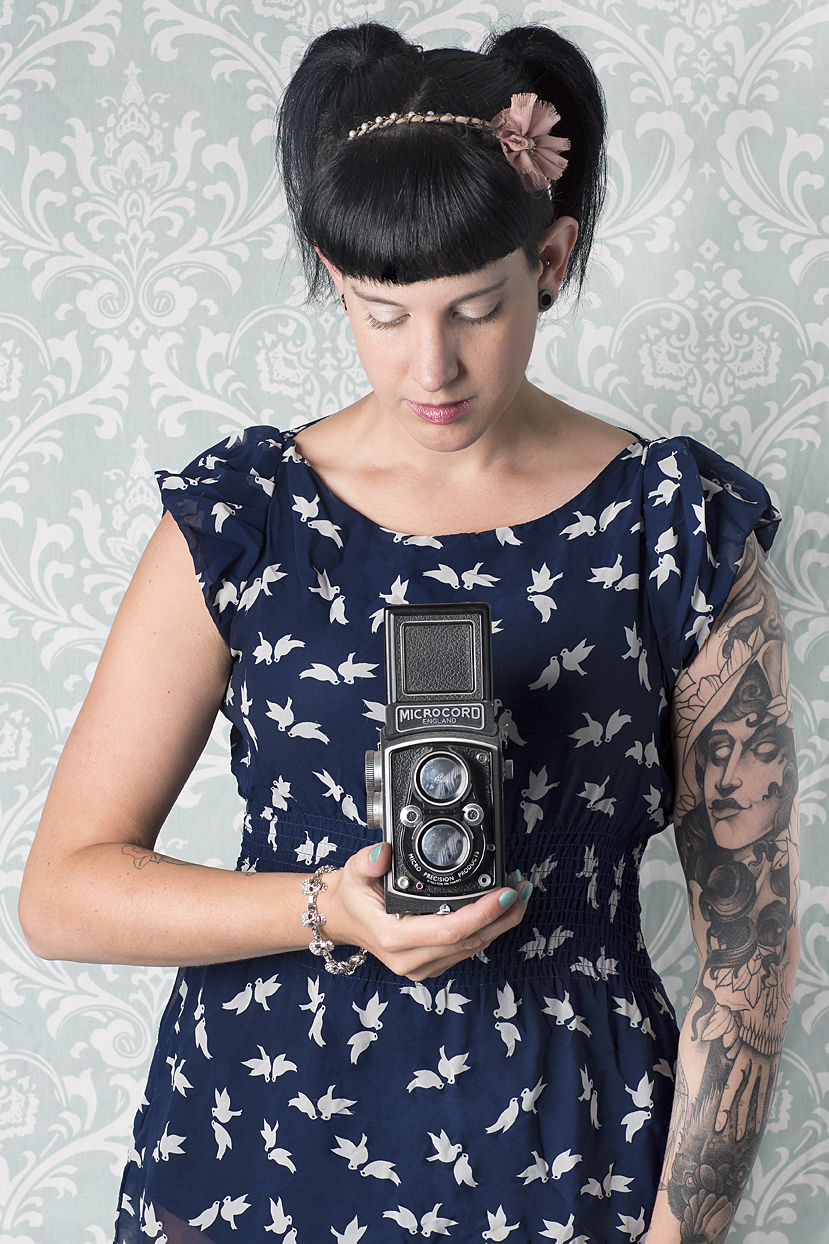
Rebecca Lilith Bathoryová

Rebecca Lilith Bathoryová (nepřechýleně: Rebecca Lilith Bathory; dříve krátce známá jako Rebecca Litchfieldová; * 1. května 1982) je britská fotografka žijící v Londýně. Mezi její fotografické série patří Sovětští duchové, Návrat do Fukušimy. Temná turistika a Sirotci času.

## Životopis
Bathoryová se narodila v Suttonu v Londýně. V červnu 2006 absolvovala s vyznamenáním Vysokou školu výtvarných umění s titulem v grafickém designu. V letech 2008 až 2010 studovala magisterský titul v oboru módní fotografie na London College of Fashion, za což získala vyznamenání. Svůj závěrečný mistrovský projekt Edenias vystavovala v Mall Gallery v Londýně.
V roce 2014 jí bylo uděleno stipendium Techne za výzkumný doktorát na University of Roehampton za výzkum fotografie temné turistiky.  V červenci 2022 získala doktorát v oboru sociální antropologie. 

## Fotografie
Jako Rebecca Litchfieldová zaznamenala mnoho opuštěných míst v deseti zemích bývalého Sovětského svazu, včetně měst, továren, věznic, škol, památníků, nemocnic, divadel, vojenských komplexů, azylových domů a táborů smrti. Bathoryová zkoumá společnost zahalenou studenou válkou.
Druhá kniha autorky zkoumá jadernou katastrofu ve Fukušimě, kam podnikla emocionální a podnětnou cestu. V roce 2016 poprvé fotografovala v třiceti mílové zóně, kdy obyvatelé města Tomioka dostali povolení k návratu do svých domovů; Bathoryová také dostala povolení fotografovat v uzavřené zóně. Bathoryová představila dosud nepublikované snímky, které poskytují jedinečnou a dojemnou meditaci o lidském selhání viděnou optikou zkušené umělkyně. Snímky Bathoryové zavedou diváka do zákulisí města duchů, kterým je Fukušima, střídavě srdcervoucí a zničující. Tyto fotografie kladou otázku – co dál s jadernou budoucností?
V roce 2016 Bathoryová nafotografovala svou třetí knihu Dark Tourism, cestovala po celém světě do 20 zemí, aby navštívila 100 temných turistických míst ve Velké Británii, Německu, Rakousku, České republice, Švýcarsku, Francii, Itálii, Mexiku, Vietnamu, Kambodži, Thajsku, Filipínách, Japonsku, Polsku, Slovensku, Indii, USA, Indonésii, Ukrajině a na Kubě, aby prozkoumala zajímavé historické oblasti těchto temných částí naší historie.
Fráze temná turistika vyvolává představy a představy o destinacích spojených se smrtí, utrpením, tragédií a hrůzou. Tento druh temné turistiky je výklenek pro jednotlivce a skupiny stejně smýšlejících lidí, kteří cestují do stejné destinace za podobným zážitkem, obvykle zaznamenávají a odnášejí si domů snímky neobvyklých míst, která navštěvují, jako suvenýry, prázdninový snímek s odlišností, ať už to jsou temné destinace jako Osvětim nebo Černobyl, nebo místní kostnice a hřbitovy.
Fotografie je průnikem do proudu moderní společnosti; fixuje, rámuje a umísťuje divákův pohled na svět do jiného formátu. Temná turistika je velmi vizuální praxe, stejně jako turistika obecně; člověk místo nejen zažije, ale také uvidí na vlastní oči a ve většině případů vyfotografuje, aby si tento okamžik prodloužil a uchoval. V případě temných turistů, kteří pořizují tyto „temné snímky“ zátiší, fotografie zachycuje některé obrazy, ideologie a hrůzy, které by někteří nejraději navždy ztratili.
Čtvrtá kniha Bathoryové Orphans of Time, kterou vydala vlastním nákladem, obsahuje 200 barevných fotografií opuštěných budov. Od roku 2012 pět let cestovala po celém světě a hledala zanikající krásná místa.

## Publikace
- LITCHFIELD, Rebecca. Soviet Ghosts The Soviet Union Abandoned: a Communist Empire in Decay.. [s.l.]: Carpet Bombing Culture, 2014. ISBN 9781908211163.[2]
- BATHORY, Rebecca. Return to Fukushima. [s.l.]: Pro-Actif Communications, 2017. ISBN 9781908211484.[5]
- BATHORY, Rebecca. Dark Tourism. [s.l.]: Carpet Bombing Culture, 2017. ISBN 9781908211514.
- BATHORY, Rebecca. Orphans of Time. [s.l.]: Self-published, 2017. ISBN 9781527210394.

## Ocenění
- 2009: Profesionální fotograf roku 2009 celková vítězka, časopis Professional Photographer[11]
- 2009: Vítězka kategorie móda, Profesionální fotograf roku 2009, časopis Professional Photographer[12]
- 2014: Vítězka Clapham Art Prize, cena Clapham Art Prize [1]

## Výstavy
- 2016: Prezentace Salon Del Mobile Milán, Salon Del Mobile, Milán. Pro Moooi.[13]